# Basin Street

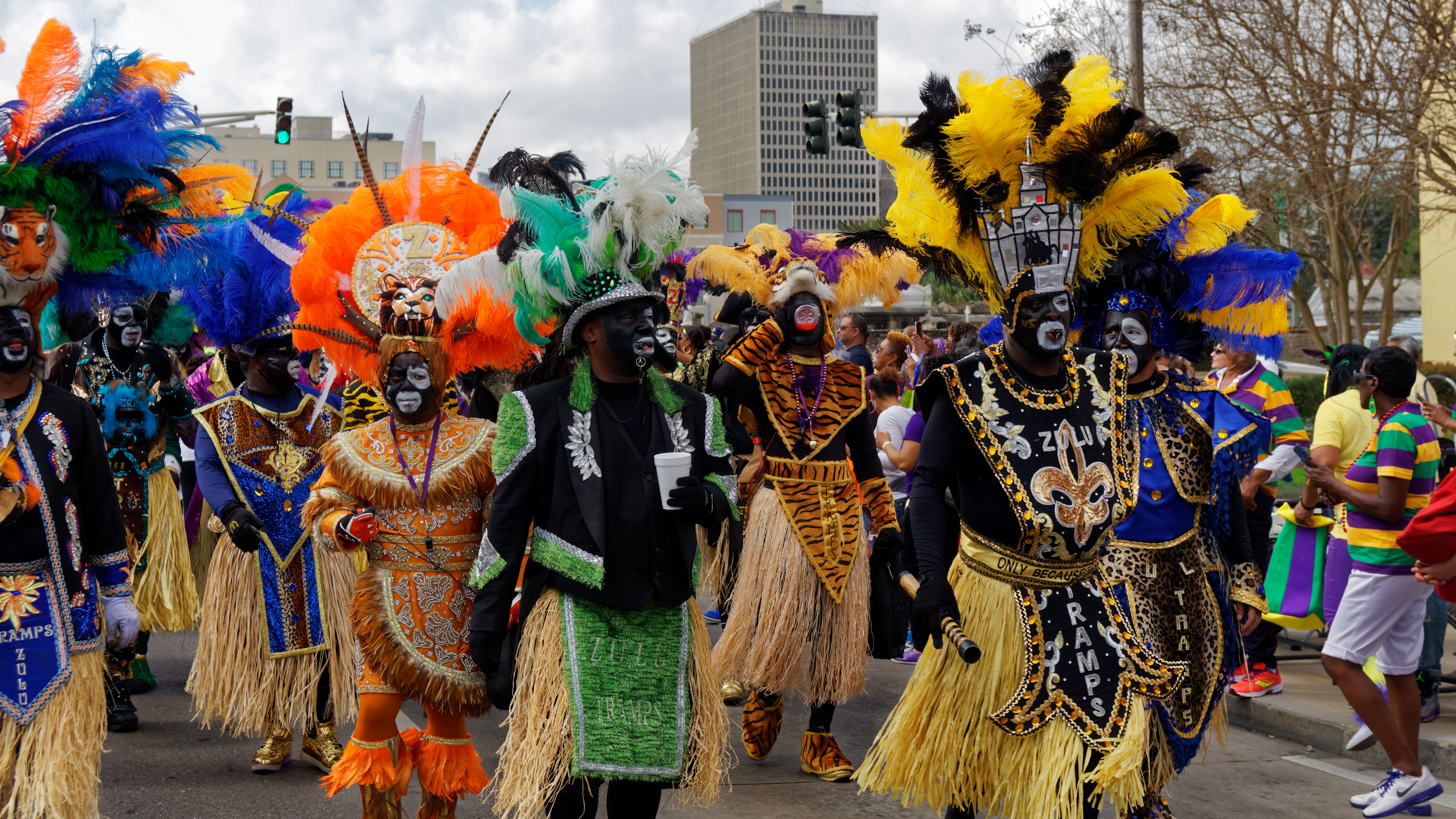
Basin Street – Mardi Gras (2017)

Basin Street ist der Name einer Straße in New Orleans, Louisiana, die parallel zur Rampart Street an der Grenze des französischen Viertels (engl. French Quarter, franz. Vieux Carré) verläuft. Sie führt von der Canal Street am Friedhof (Saint Louis Cemetery) vorbei bis zur Orleans Avenue.
An die Basin Street wird in dem 1926 von Spencer Williams geschriebenen und veröffentlichten „Basin Street Blues“ erinnert, der besonders durch eine Aufnahme von Louis Armstrong bekannt wurde und von dem inzwischen eine Vielzahl von Aufnahmen (u. a. von Miles Davis auf dem Album Seven Steps To Heaven) vorliegt.